# Molières (Tarn-et-Garonne)
Molières település Franciaországban, Tarn-et-Garonne megyében. Lakosainak száma 1274 fő (2022. január 1.). Molières Auty, Labarthe, Mirabel, Montfermier, Montpezat-de-Quercy, Puycornet, Saint-Vincent-d'Autéjac és Castelnau-Montratier községekkel határos.

## Népesség
A település népessége az elmúlt években az alábbi módon változott:
| Lakosok száma | 1245 | 1195 | 1194 | 1174 | 1183 | 1182 | 1215 | 1245 | 1274 |
|               | 2013 | 2015 | 2016 | 2017 | 2018 | 2019 | 2020 | 2021 | 2022 |